# إلمر جيمس
إلمر جيمس (بالإنجليزية: Elmer James)‏ هو موسيقي أمريكي، ولد في 1910 في يونكيرس في الولايات المتحدة، وتوفي في 21 يوليو 1954.

## وصلات خارجية
- إلمر جيمس على موقع ميوزك برينز (الإنجليزية)
- إلمر جيمس على موقع أول ميوزيك (الإنجليزية)
- إلمر جيمس على موقع ديسكوغز (الإنجليزية)